# Ormiophasia lanei
Ormiophasia lanei är en tvåvingeart som beskrevs av Tavares 1964. Ormiophasia lanei ingår i släktet Ormiophasia och familjen parasitflugor. Inga underarter finns listade i Catalogue of Life.